# 日本エコシステム
日本エコシステム株式会社（にほんエコシステム、英：Japan Ecosystem Co.,Ltd.）は、愛知県一宮市に本社を置く企業である。略称はJESG。またグループ会社を総称してJESグループと呼ばれている。
なお、東京都港区に本社がある株式会社日本エコシステムとは別会社。

## 概要
社名の「エコシステム」は、「ビジネス・エコシステム」の考え方に由来しており、「ビジネス・エコシステム」の構築を実現すべく、様々なステークホルダーを広く視野にいれ、企業と企業、企業と会社といった関係における調和を図りながら、
相互発展を目指すという想いを込めて名付けられた。
社会インフラサービス企業として、環境事業・ファシリティ事業・交通インフラ事業を柱に、排水浄化効率を促進させる製剤の研究・製造・販売、太陽光発電設備の設計・施工・保守、公共競技場におけるトータリゼータシステムの設計・製造・販売・機器設置、高速道路を中心とした構造物点検・電気通信設備・ETC保守・道路照明灯・維持補修工事・雪氷対策作業、AI技術を活用したICTソリューションの提供、不動産の仲介・販売・賃貸、などを中心に事業展開している。
300年続く永続経営を目標としており、JESグループのグループスローガンとして「未晃道」という共通社是がある。

## 沿革

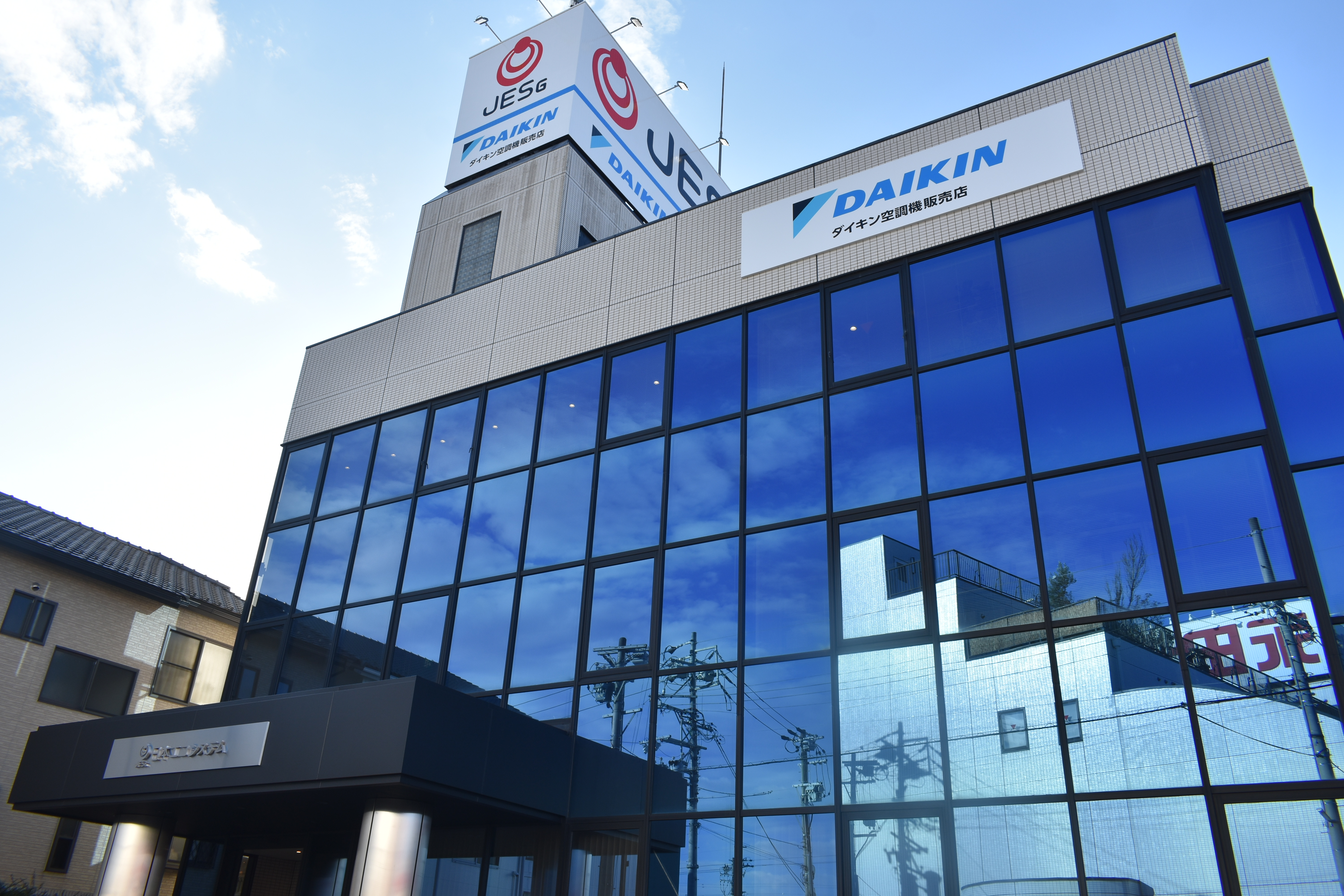
FUJI138OFFICE

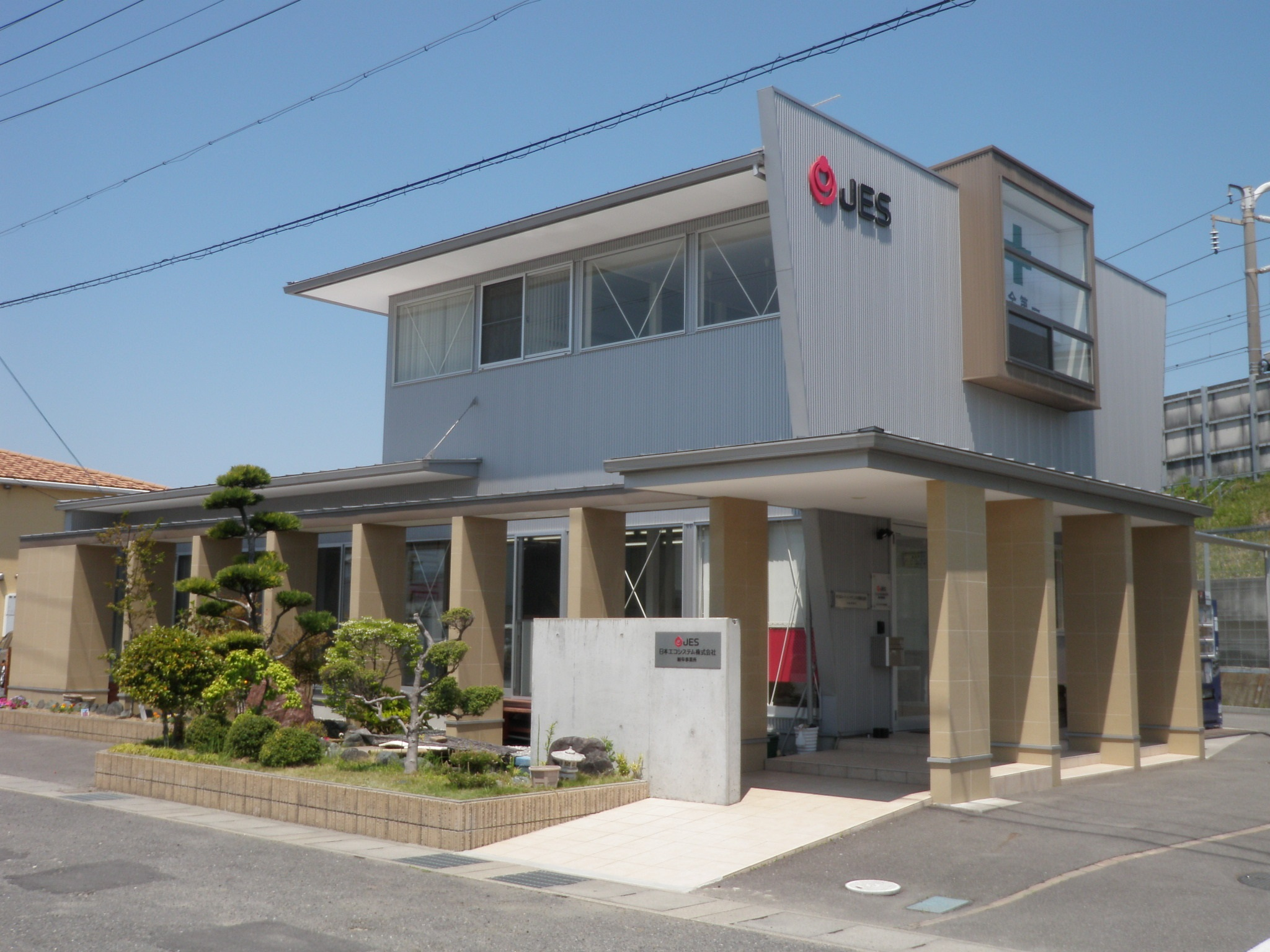
岐阜事業所

- 1998年（平成10年）11月 - 有限会社エコシステムを設立。
- 2000年（平成12年）8月 - 岐阜県羽島市に岐阜営業所を開設（現・岐阜事業所）。
- 2001年（平成13年）7月 - 日本エコシステム株式会社に組織変更。本社を愛知県一宮市三ツ井に構える。
- 2004年（平成16年）10月 - 愛知県岡崎市に岡崎営業所を開設。
- 2006年（平成18年）5月 - 空調サービス部門を分社化し、愛知県一宮市にECODEN株式会社を設立。
- 2007年（平成19年）3月 - システム開発部門を分社化し、愛知県一宮市にエコソリューションズ株式会社を設立。
- 2011年（平成23年）11月 - オスカー電子株式会社と合併。エコシステム株式会社を設立（高速道路事業）。
- 2013年（平成25年）
  - 3月 - 大阪支店を開設。
  - 7月 - 岐阜保全事業所を開設。
  - 10月 - 福岡営業所を開設。
- 2014年（平成26年）
  - 2月 - 名古屋本社を開設。
  - 4月 - JESホーム株式会社を設立。
- 2016年（平成28年）
  - 1月 - サテライト一宮株式会社をグループ化。
  - 4月 - 一宮市本町に本社を開設。
- 2017年（平成29年）
  - 2月 - エコソリューションズ株式会社、及びJESホーム株式会社を吸収合併
  - 3月 - ECODEN株式会社を吸収合併。中央警備保障株式会社、および日本ベンダーネット株式会社をグループ化。
- 2018年（平成30年）5月 - エコシステム株式会社を吸収合併。モデライズ株式会社から事業譲受。
- 2020年（令和2年）
  - 3月 - 株式会社ワンズライフをグループ化。
  - 5月 - 株式会社セイネンから事業譲受。
  - 10月 - 有限会社ぼくんちオジカオートをグループ化。
- 2021年（令和3年）10月 - 東京証券取引所市場第二部・名古屋証券取引所市場第二部に株式を上場[4][5]。
- 2022年（令和4年）
  - 2月 - 株式会社日新ブリッジエンジニアリングをグループ化[6]。
  - 7月 - 豊田事業所を開設[7]。
  - 11月 - オー・ティー・エス技術サービス株式会社をグループ化。
- 2023年（令和5年）
  - 1月 - 葵電気工業株式会社をグループ化。
  - 4月 - 村川設備工業株式会社をグループ化。
  - 7月 - 株式会社興電社をグループ化。
  - 9月 - 株式会社テッククリエイトをグループ化。
- 2024年（令和6年）
  - 1月 - JES FL Co.(米国・フロリダ)を設立。
  - 1月 - 株式会社エコベンをグループ化。
  - 2月 - 株式会社みらい経営より組織人事コンサルティング事業を会社分割で譲受。JES総合研究所株式会社としてグループ化。
  - 10月 - ベニクス株式会社をグループ化。
- 2025年（令和7年）
  - 2月 - 本社を新社屋へ移転。
  - 2月 - 株式会社宇佐美松鶴堂をグループ化。
  - 4月 - 株式会社東海通建より電気通信工事業を会社分割で譲受。Ｊｅｓ東海通建株式会社としてグループ化。
  - 4月 - 株式会社三進をグループ化。

## 事業内容
- ファシリティ事業では、大規模展示会、テレビスタジオなど幅広い場面で利用される防炎合板・各種合板の加工製造・販売から、全熱交換機、空調給排水衛生設備の設計・施工・保守メンテナンスに関する事業及び公営競技場におけるトータリゼータシステムの設計・製造・販売・機器設置・メンテナンスに関わる事業やAI（人工知能）による競輪予想サービス・警備・清掃等の運営業務に関する事業を展開。
- 環境事業では、排水浄化処理及び水循環に関する事業並びに再生可能エネルギー発電設備の設計、施工、保守等業務並びに自社設備による売電に関わる事業を展開。
- 交通インフラ事業では、高速道路を中心とした道路エンジニアリング・道路メンテナンスに関する事業を展開。
- アセットマネジメント事業では、賃貸等不動産及び不動産売買に関わる事業、経営コンサルティングに関わる事業を展開。

## 事業実績

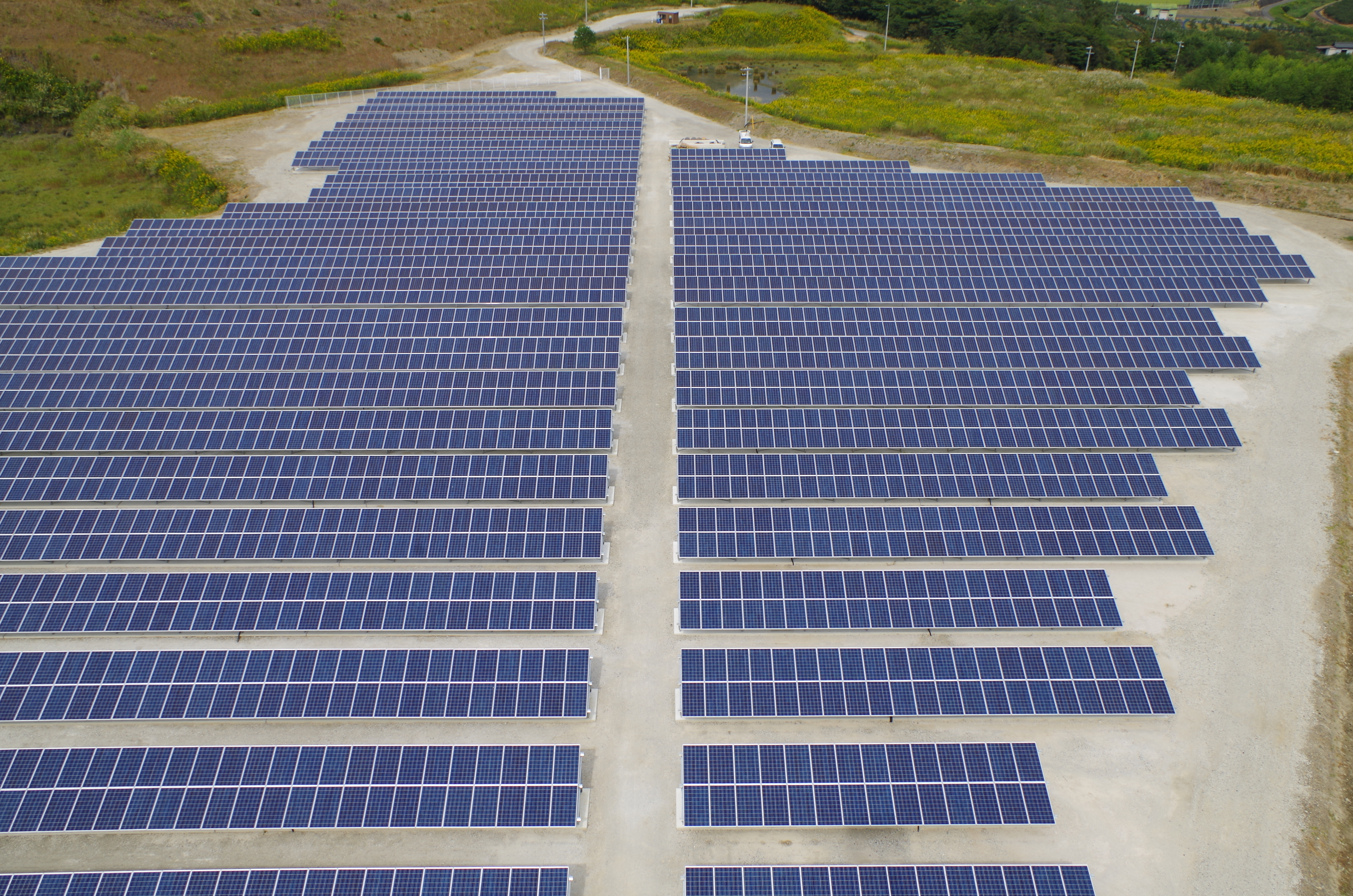
西秋沢完成写真

- 排水浄化効率を促進させる製剤であるマロックス®シリーズ製品の研究開発、及び生産工場としてジオ環境開発研究所を建設[8]。
- 愛知県の県道にある街路灯約13,200灯をLED化。
- JESテイコク（テイコクとの合弁会社）が、岐阜県本巣市内で最大規模の大規模太陽光発電施設メガソーラー（1メガワット）を建設。年間発電量は315世帯分に当たる110万キロワット時。11月に完成し、年内に稼働させて中部電力（名古屋市）に売電する。西秋沢生産森林組合（岐阜市）が所有する採土場跡地2ヘクタールを20年間借り、太陽光パネル4,200枚を置く[9][10]。
- 再生エネルギー普及に情熱を注ぎ、「エコなエネルギーは国境を越えて広がる永遠のテーマで、終わりがない」と市場の伸びを予想する。メガソーラーと比べて4分の1規模の発電所を岐阜県海津市に新たに建設。

## 事業所
- 本社 - 愛知県一宮市本町2丁目2番2号 JES一宮ビル11階
- ジオ環境開発研究所 - 岐阜県羽島市江吉良町江中四丁目7番
- 一宮事業所 - 愛知県一宮市三ツ井八丁目5番25号
- FUJI 138 OFFICE - 愛知県一宮市富士三丁目5番15号
- 岐阜事業所 - 岐阜県羽島市江吉良町江中五丁目23番地
- 岐阜事業所新館 - 岐阜県羽島市江吉良町江中六丁目21番地
- 各務原事業所 - 岐阜県各務原市大野町二丁目200番地5
- 浜松事業所 - 静岡県浜松市浜名区貴布祢533番地の1
- 豊田事業所 - 愛知県豊田市美山町一丁目87番地1
- 大治営業所 - 愛知県海部郡大治町西條諏訪65番地2
- 福岡営業所 - 福岡県福岡市博多区博多駅東二丁目4番17号 第6岡部ビル2F
- 東京出張所 - 東京都千代田区飯田橋4丁目8番3号 第2プレシーザビル2F
- 静岡出張所 - 静岡県静岡市駿河区敷地二丁目27番1号603
- 福井出張所 - 福井県福井市和田東二丁目1711番地 HASビル102
- JESホーム - 愛知県一宮市本町2丁目2番2号 JES一宮ビル

## JESグループの会社
- 日本ベンダーネット株式会社
- JESテイコク株式会社
- 中央警備保障株式会社
- 株式会社ワンズライフ
- JESモビリティサービス株式会社
- 株式会社日新ブリッジエンジニアリング
- OTS株式会社
- 葵電気工業株式会社
- 村川設備工業株式会社
- 株式会社興電社
- 株式会社テッククリエイト
- JES FL Co.
- 株式会社エコベン
- JES総合研究所株式会社
- ベニクス株式会社
- 株式会社宇佐美松鶴堂
- Ｊｅｓ東海通建株式会社
- 株式会社三進

## 支援団体
- 日本エコシステム 男子ソフトボール 岐阜県トップアスリートクラブ
- Citrine Ichinomiya 女子ソフトボール2部リーグ
- 日本エコシステム 一宮中日スケートクラブ